# Maria Teresa Ruta (annunciatrice)
Maria Teresa Ruta (Torino, 16 giugno 1932) è un'annunciatrice televisiva e conduttrice televisiva italiana.

## Biografia
Zia dell'omonima presentatrice in attività dagli anni ottanta del XX secolo, ha incominciato la carriera come cantante. Ha incominciato a lavorare in Rai nel 1953 e diventò brevemente uno dei volti più amati della neonata televisione pubblica come annunciatrice dagli studi di Torino, dove sostituì Lidia Pasqualini (prima annunciatrice televisiva della Rai). Presentò due edizioni consecutive del Festival di Sanremo: quella del 1955 (la prima ad essere trasmessa in TV) assieme ad Armando Pizzo e quella del 1956 in coppia con Fausto Tommei. Successivamente, dopo il matrimonio con l'industriale Rivoira, avvenuto nel 1958, si ritirò a vita privata.
Nel corso degli anni è comunque frequentemente comparsa in vari programmi TV come ospite: recentemente ha partecipato ad esempio alla puntata Buonasera, signorine, buonasera del programma di Rai Storia Storie della TV.